# Marie-Christine Barrault
Marie-Christine Barrault (Párizs, 1944. március 21. –) Oscar-díjra jelölt francia színésznő, Jean-Louis Barrault unokahúga.

## Élete
Barrault Párizsban született 1944-ben, édesapja Max-Henri, édesanyja Marthe. A Drámai Művészetek Konzervatóriumon (CNSAD) végzett. Kezdetben Barrault csak a televízióban és a színházban szerepelt, többnyire drámákban. Legelső filmjében (Éjszakám Maudnál) egy diáklányt játszik, aki elcsábítja az erkölcstanárt, majd hozzámegy feleségül. A filmet a francia Éric Rohmer rendezte, akivel később számos közös munkája volt még, mint például a Perceval lovag.
Váratlan fejleménynek számított, mikor Barrault-t 1977-ben Oscar-díjra jelölték a Sógorok, sógornőkben nyújtott alakításáért. A film maga is meglepetést okozott Amerikában, mivel megdöntötte az amerikai nézettségi rekordot, amit eddig francia film, cím szerint az Egy férfi és egy nő elért. Barrault így nyilatkozott erről a Timesnak: „Meghökkentő látni, mennyire másként szemlélik ezt a filmet Amerikában és Franciaországban. Az amerikaiak vígjátékként fogják fel, és nevetnek rajta. A franciák számára több mondanivalót tartogat, és inkább csak mosolyognak.” A filmet férje, Daniel Toscan du Plantier rendezte, akitől egy lánya és egy fia született.
1978-ban vetítették Barrault első, angol nyelvű filmjét, A medúza pillantásá-t. 1980-ban Woody Allen francia kedvesét játszotta a Csillagporos emlékek című filmben. 1983-ban újabb angol nyelvű filmje, az Asztal öt főre következett, amiben Jon Voight mellett szerepelt. A következő évben Andrzej Wajdával dolgozott együtt a Szerelem Németországban című filmen, és 1984-ben Jeremy Irons mellett foglalt helyet Marcel Proust könyvéből adaptált Swann szerelme című filmben.
1990-ben Barrault férjhez ment Roger Vadim rendezőhöz, akivel annak haláláig együtt maradt. Barrault a kilencvenes évektől is aktív színész maradt, általában mellékszereplőként látható.

## Filmográfia
| Év      | Cím                                              | Szerep                                                        |
| ------- | ------------------------------------------------ | ------------------------------------------------------------- |
| 1965    | Les copains                                      | fiatal lány a templomban (nincs feltüntetve)                  |
| 1966    | La grande peur dans la montagne                  | ?                                                             |
| 1967    | A mű (L’oeuvre)                                  | Christine                                                     |
| 1969    | Éjszakám Maudnál                                 | Françoise                                                     |
| 1969    | Que ferait donc Faber?                           | ?                                                             |
| 1970    | Allô police (tévésorozat)                        | apáca (egy epizód)                                            |
| 1970    | A szórakozott                                    | Lisa Gastier                                                  |
| 1970    | Lancelot du lac                                  | Guenièvre királynő                                            |
| 1971    | Le misanthrope                                   | Célimène                                                      |
| 1971    | Les papiers d'Aspern                             | Hélène Prest                                                  |
| 1971    | Le miroir 2000 (tévésorozat)                     | Martina Lauzon                                                |
| 1971    | Les cent livres des hommes                       | az édesanya                                                   |
| 1972    | Le sagouin                                       | Léone                                                         |
| 1972    | Les intrus                                       | Françoise                                                     |
| 1972    | Figaro-ci, Figaro-là                             | Julie                                                         |
| 1972    | Szerelem délután                                 | ?                                                             |
| 1972    | Au théâtre ce soir (tévésorozat)                 | Lady Chiltern (egy epizód)                                    |
| 1973    | Histoire vraie                                   | Rose                                                          |
| 1973    | L'enlèvement                                     | Marie-Josèphe                                                 |
| 1974    | Le tour d'écrou                                  | Miss Jessel                                                   |
| 1974    | La famille Grossfelder                           | Marie-Louise                                                  |
| 1974    | Nouvelles e Henry James (tévésorozat)            | Miss Jessel (egy epizód)                                      |
| 1974    | A század gyermekének vallomása                   | Brigitte                                                      |
| 1975    | John Glückstadt                                  | Hanna Hansen                                                  |
| 1975    | Sógorok, sógornők                                | Marthe                                                        |
| 1976    | Du côté des tennis                               | Marie-Christine                                               |
| 1977    | Le chandelier                                    | Jacqueline                                                    |
| 1978    | A medúza pillantása                              | Patricia                                                      |
| 1978    | L'état sauvage                                   | Laurence                                                      |
| 1978    | Perceval lovag                                   | Guenevievre királynő                                          |
| 1979    | A nő szürkületben                                | Lieve                                                         |
| 1979    | Vestire gli ignudi                               | Ersilia                                                       |
| 1980    | Nils Holgersson csodálatos utazása a vadludakkal | narrátor (a francia változatban)                              |
| 1980    | Ma chérie                                        | Jeanne Rivière                                                |
| 1980    | Petit déjeuner compris (minisorozat)             | Marie-Louise Leroux                                           |
| 1980    | Même les mômes ont du vague à l'âme              | Eva                                                           |
| 1980    | Csillagporos emlékek                             | Isobel                                                        |
| 1981    | L'amour trop fort                                | Rose-Marie de Boisel                                          |
| 1981    | Point de rencontre                               | Anna                                                          |
| 1982    | Le village sur la colline (minisorozat)          | Madame de Cheilly                                             |
| 1982    | Après tout ce qu'on a fait pour toi              | Jeanne                                                        |
| 1983    | Mir reicht's - ich steig aus                     |                                                               |
| 1983    | Asztal öt személyre                              | Marie                                                         |
| 1983    | Szerelem Németországban                          | Maria Wyler                                                   |
| 1983    | Les mots pour le dire                            | Eliane                                                        |
| 1983    | Emmenez-moi au théâtre (tévésorozat)             | a halott lány (egy epizód)                                    |
| 1984    | Swann szerelme                                   | Madame Verdurin                                               |
| 1984    | Pianoforte                                       | Maria édesanyja                                               |
| 1985    | Louise... l'insoumise                            | Madame Royer                                                  |
| 1985    | L'année terrible                                 | ?                                                             |
| 1985    | Le passage                                       | Rhona                                                         |
| 1985    | Je suis à Rio, ne m'attends pas pour dîner       | Constance                                                     |
| 1985    | Micsoda élet                                     | Véronique édesanyja                                           |
| 1985    | Paradigma                                        | Sylvie                                                        |
| 1985    | A király kegyeltje                               | a hold                                                        |
| 1986    | L'été 36                                         | Lise                                                          |
| 1986    | Párjáték                                         | Madeleine                                                     |
| 1986    | L'ami Maupassant (tévésorozat)                   | Thérèse (egy epizód)                                          |
| 1987    | Vörös alsószoknya                                | Manuela                                                       |
| 1987    | Bonne fête maman                                 | Jeanne Thomas                                                 |
| 1987    | Gyíkkirály                                       | Beatrix                                                       |
| 1988    | Daniya, jardín del harem                         | Almodís                                                       |
| 1988    | Adieu je t'aime                                  | Nicole Dupré                                                  |
| 1988    | L'oeuvre au noir                                 | Hilzonde                                                      |
| 1988    | Sanguines                                        | Nedie                                                         |
| 1988    | Cinéma 16 (tévésorozat)                          | Marie-Laure (egy epizód)                                      |
| 1988    | Nők a börtönben                                  | Dessombes                                                     |
| 1988    | No Blame                                         | Suzanne                                                       |
| 1989    | Une femme tranquille                             | Marianne                                                      |
| 1989    | Montreáli Jézus                                  | szinkronszínész                                               |
| 1989    | Viharos nyár                                     | Anne                                                          |
| 1990    | Gáláns dámák                                     | Jacquette de Bourdeille                                       |
| 1990    | Moi, général de Gaulle                           | Madame Costal                                                 |
| 1991    | Marie Curie, une femme honorable (minisorozat)   | Marie Curie                                                   |
| 1991    | L'enfant des loups                               | Leubovère                                                     |
| 1991    | L'amore necessario                               | Valentina                                                     |
| 1993    | La promissa volta il fuoco                       | Elena                                                         |
| 1993    | Jenny Marx, la femme du diable                   | Jenny Marx                                                    |
| 1993    | Amour fou                                        | Louise                                                        |
| 1994    | Bonsoir                                          | Marie Wileska                                                 |
| 1995    | Les maîtresses de mon mari                       | Elisa                                                         |
| 1996    | La nouvelle tribu minisorozat                    | Jeanne                                                        |
| 1996    | Tendre piège                                     | Françoise                                                     |
| 1996    | Mon père avait raison                            | Germaine Bellanger                                            |
| 1997    | Un coup de baguette magique                      | Jeanne                                                        |
| 1997    | Obsession                                        | Ella Beckmann                                                 |
| 1997    | Les braconniers de Belledombre                   | Françoise Sampaing                                            |
| 1997    | C'est la tangente que je préfère                 | matematika professzor                                         |
| 1997    | Le grand Batre                                   | Thérèse                                                       |
| 1999    | Maison de famille                                | Françoise Cornier                                             |
| 1999    | La dilettante                                    | Thérèse Rambert                                               |
| 2000    | Azurro                                           | Elizabeth Broyer                                              |
| 2001    | Le vieil ours et l'enfant                        | nagyhercegnő                                                  |
| 2002    | Les amants de Mogador                            | ?                                                             |
| 2002    | Garonne (minisorozat)                            | Genevieve                                                     |
| 2003    | Le Don fait à Catchaires                         | Jeanne                                                        |
| 2003    | La deuxième vérité                               | Mathilde                                                      |
| 2003    | Rêves en France                                  | Madame Labourdette                                            |
| 2003    | Droit d'asile                                    | Christine                                                     |
| 2003    | Saint-Germain ou La négociation                  | Medici Katalin                                                |
| 2005    | Parlez-moi d'amour                               | Élisa                                                         |
| 2006    | Ange de feu                                      | Janine Cordey                                                 |
| 2006    | Passés troubles                                  | Béatrice                                                      |
| 2006    | Coup de sang                                     | Florence Valois (hangja)                                      |
| 2007    | A 401-es szoba titka                             | Mélanie Bérangère                                             |
| 2009    | Nem, lányom, nincs tánc                          | Annie                                                         |
| 2012    | Bűvésztrükk                                      | Sophie Marescot                                               |
| 2013    | La vie domestique                                | Nicole                                                        |
| 2013    | Le grand méchant loup                            | Madame Delcroix                                               |
| 2013    | Je m'appelle Hmmm...                             | nagymama                                                      |
| 2014    | Jusqu'au dernier (minisorozat)                   | Nadège                                                        |
| 2014    | Scènes de ménages                                | Liliane édesanyja                                             |
| 2014    | Toi que j'aimais tant                            | Hélène Maupin                                                 |
| 2014    | L'art de la fugue                                | Nelly                                                         |
| 2015    | Mongeville (tévésorozat)                         | Catherine Lussac (egy epizód)                                 |
| 2016    | Mademoiselle de la Charce                        | Madame de la Charce                                           |
| 2016    | À tous les vents du ciel                         | Jeanne                                                        |
| 2016–23 | Meurtres à... (tévésorozat)                      | 2016: Lidy Mathis (egy epizód) 2023: Denis Royan (egy epizód) |
| 2017    | Les Brumes du Souvenir                           | Alice Blondel                                                 |
| 2017    | Profilozók (tévésorozat)                         | Catherine Lepage (egy epizód)                                 |
| 2018    | Anyák napja                                      | Jacqueline                                                    |
| 2018    | Shades of Truth                                  | Maria Angelica nővér (?)                                      |
| 2018    | Deux Gouttes d'Eau                               | Elizabeth                                                     |
| 2019    | Nina (tévésorozat)                               | Blanche (egy epizód)                                          |
| 2021    | Mixte (tévésorozat)                              | Anne-Marie Couret (egy epizód)                                |
| 2022    | Et Doucement Rallumer les Étoiles                | Geneviève                                                     |
| 2022    | Blind Willow, Sleeping Woman                     | Komura anyja (hang)                                           |
| 2023    | Sur les chemins noirs                            | Pierre anyja (hang)                                           |

## Díjak és jelölések
(A megnyert díj félkövérrel)
- 1977: Oscar-díj a legjobb női főszereplőnek (jelölés) – Sógorok, sógornők
- 1989: Gemini Award a legjobb női mellékszereplőnek (jelölés) – No Blame
- 1991: 7 d'Or Night díj a legjobb női főszereplőnek – Marie Curie, une femme honorable
- 1998: Viareggio EuropaCinema: Platina-díj munkásságáért